# Wieś królewska
Wieś królewska — wieś, osada, która otrzymała prawa królewskie lub została założona przez króla. Jednostka taka podlegała bezpośrednio królowi. Otrzymane prawa, które spisywane były w pergaminach królewskich, określały daną osadę, np. Pergaminy Kazimierza Wielkiego.